# الدوري اللبناني الدرجة الثانية
الدوري اللبناني الدرجة الثانية هو دوري القسم الثاني لكرة القدم في لبنان، بدأ في 1934 ويديره الاتحاد اللبناني لكرة القدم.

## قواعد المسابقة
لايتم السماح بأكثر من لاعبين أجنبيين في أي فريق في دوري الدرجة الثانية اللبناني. تلعب الفرق الـ 12 التي تشارك في الدوري بعضها البعض مرتين، مرة واحدة في الذهاب ومرة واحدة في الإياب، مع تأهل أصحاب المركز الأول والثاني إلى الدوري اللبناني الممتاز ليحلوا محل الفريقين الهابطين من الدوري الممتاز.

## الأندية
| الفريق                      | المدينة          | الملعب                     | السعة  | موسم 2018–19                             |
| --------------------------- | ---------------- | -------------------------- | ------ | ---------------------------------------- |
| نادي سبورتينغ الرياضي بيروت | بيروت            | ملعب الصفاء                | 4٬000  | الأول في الدوري اللبناني الدرجة الثالثة  |
| النادي الأهلي النبطية       | النبطية          | Kfarjoz Stadium            |        | 6 في الدوري اللبناني الدرجة الثالثة      |
| النادي الأهلي صيدا الرياضي  | صيدا             | ستاد صيدا الدولي           | 22٬000 | الثالث في الدوري اللبناني الدرجة الثالثة |
| نادي أنصار حوارة الرياضي    | زغرتا            | Various                    |        | الثاني في الدوري اللبناني الدرجة الثالثة |
| نادي البقاع الرياضي         | النبي شيت (بلدة) | ملعب النبي شيت ‏            | 5٬000  | 12 في الدوري اللبناني الممتاز            |
| الإجتماعي طرابلس            | طرابلس (لبنان)   | الملعب الأولمبي الدولي     | 25٬000 | 5 في الدوري اللبناني الدرجة الثالثة      |
| الإصلاح البرج الشمالي       | صور (لبنان)      | ملعب صور                   | 6٬500  | 9 في الدوري اللبناني الدرجة الثالثة      |
| نادي المبرة                 | بيروت            | ملعب العهد                 | 2٬000  | 10 في الدوري اللبناني الدرجة الثالثة     |
| نادي النهضة برالياس         | بر الياس         | Jamal Abdel Nasser Stadium |        | 7 في الدوري اللبناني الدرجة الثالثة      |
| ناصر برالياس                | بر الياس         | Jamal Abdel Nasser Stadium |        | 8 في الدوري اللبناني الدرجة الثالثة      |
| الراسينغ بيروت              | بيروت            | ملعب فؤاد شهاب             | 5٬000  | 11 في الدوري اللبناني الممتاز            |
| نادي الحكمة بيروت           | بيروت            | ملعب الصفاء                | 4٬000  | 4 في الدوري اللبناني الدرجة الثالثة      |

## الأبطال
| الموسم  | النادي           | مصدر  |
| ------- | ---------------- | ----- |
| 2014–15 | الاجتماعي طرابلس | [ 2 ] |
| 2015–16 | التضامن صور      | [ 3 ] |
| 2016–17 | الشباب العربي    | [ 4 ] |
| 2017–18 | شباب الساحل      | [ 5 ] |
| 2018–19 | البرج            |       |